# Kabupaten Bima
Kabupaten Bima är ett kabupaten i Indonesien.   Det ligger i provinsen Nusa Tenggara Barat, i den centrala delen av landet, 1 300 km öster om huvudstaden Jakarta. Antalet invånare är 439 228. Arean är 4 389 kvadratkilometer.
Terrängen i Kabupaten Bima är kuperad åt sydväst, men åt nordost är den bergig.